# Pascal Dubois
Pour les articles homonymes, voir Dubois.
Pascal Dubois, né le 27 octobre 1962 à Amboise, est un coureur cycliste français. Professionnel de 1986 à 1990, il a remporté cinquante victoires chez les amateurs. Il est lauréat aussi du Tour de la Vienne 1987 et d'une étape du Tour du Poitou-Charentes 1988. Il a terminé deuxième du championnat de France sur route 1990 sous les couleurs de Castorama dont il devient directeur sportif adjoint l'année suivante.

## Palmarès

### Palmarès amateur
- 1980
  -  Champion de France de poursuite par équipes juniors
- 1983
  - 2e de Paris-Épernay
- 1984
  -  Champion de France des comités
  - Paris-Orléans
  - 3e du championnat de France sur route amateurs
  - 3e de Paris-Vierzon
- 1985
  - Paris-Sainte-Maure-de-Touraine
  - Paris-Bagnoles-de-l'Orne
  - 5e étape du Tour d'Algérie
  - 3e étape de Paris-Vierzon
  - Trois Jours de Cherbourg :
    - Classement général
    - 4e étape

  - Paris-Connerré
  - 2e de Paris-Vailly
  - 2e du Grand Prix des Marbriers
  - 2e du championnat de France militaires sur route

### Palmarès professionnel
- 1986
  - 8e de Paris-Bruxelles
- 1987
  - Tour de la Vienne :
    - Classement général
    - 1re étape

  - 2e de la Route du Berry
  - 3e du Grand Prix de l'UC Bessèges
- 1988
  - 1re étape du Tour du Poitou-Charentes
  - Tour du Canton de Couhé
  - 2e du Tour du Lyonnais
- 1989
  - 3e de Paris-Camembert
- 1990
  - 2e du championnat de France sur route

## Résultats sur les grands tours

### Tour d'Italie
2 participations
- 1989 : abandon (14e étape)
- 1990 : abandon (16e étape)